# Navegação passo a passo

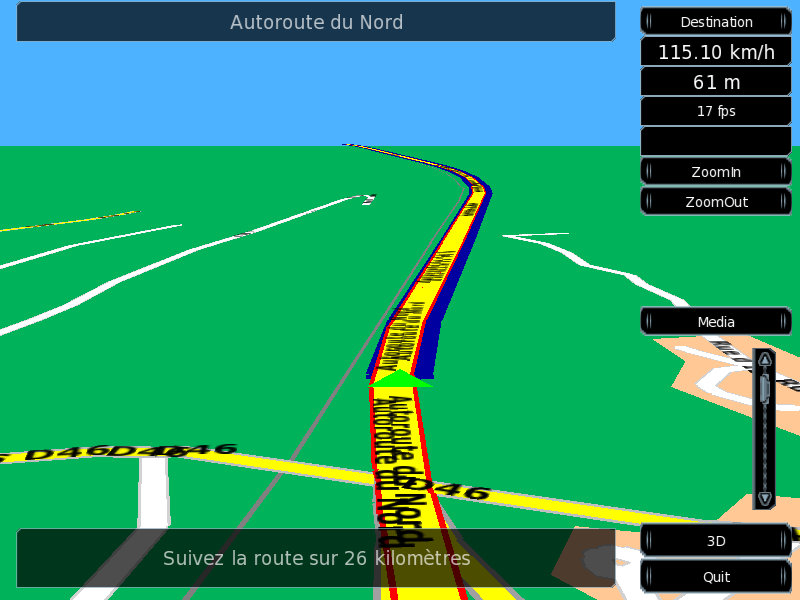
Navegação passo a passo do Navit

Navegação passo a passo é um recurso de alguns dispositivos de navegação por satélite em que as direções para uma rota selecionada são continuamente apresentadas ao usuário na forma de instruções verbais ou visuais. O sistema mantém o usuário atualizado sobre a melhor rota para o destino e é frequentemente atualizado de acordo com fatores de mudança, como tráfego e condições da estrada. Os sistemas de curva a curva normalmente usam uma voz eletrônica para informar ao usuário se deve virar à esquerda ou à direita, o nome da rua e a distância até a próxima curva.
Matematicamente, a navegação passo a passo é baseada no problema do caminho mais curto dentro da teoria dos grafos, que examina como identificar o caminho que melhor atende a alguns critérios (mais curto, mais barato, mais rápido, etc.) entre dois pontos em uma grande rede.

## História
As instruções de navegação passo a passo em tempo real por computador foram desenvolvidas pela primeira vez no MIT Media Laboratory por James Raymond Davis e Christopher M. Schmandt em 1988. Seu sistema, Backseat Driver, monitorava a posição do carro usando um sistema desenvolvido pela NEC que se comunicava através de um modem celular com software rodando em uma máquina LISP da Symbolics no Media Lab. O computador então usou um sintetizador de voz para calcular as direções apropriadas e as falou para o motorista usando um segundo telefone celular.

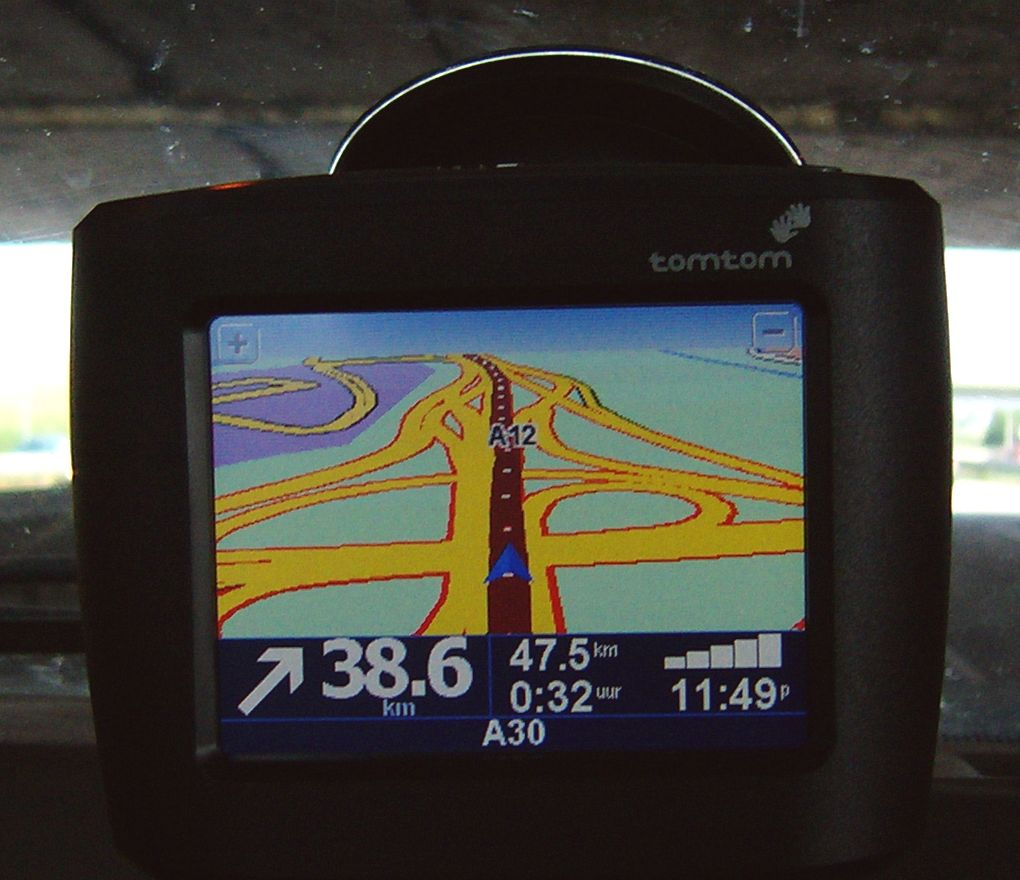
Um equipamento TomTom

## Dispositivos e serviços
Principais serviços de mapeamento que oferecem navegação passo a passo, agrupados por provedor de dados de mapa:
- Tecnologias AQUI :
  - HERE WeGo, um aplicativo de navegação online e offline gratuito para Android, Fire OS e iOS[5]
  - Garmin, dispositivos de navegação portáteis de estrada,[6] dispositivos de navegação incorporados no carro[7]
  - Genius Maps, um aplicativo de navegação passo a passo pago online e offline para Android, HarmonyOS e iOS[8]
- Google:
  - Google Maps, um aplicativo de navegação online gratuito para Android, iOS e KaiOS[9]
- TomTom :
  - Dispositivos de navegação portáteis para carros, motocicletas e caminhões TomTom,[10] dispositivos de navegação integrados para carros e caminhões,[11] smartphones e tablets Android e iOS online e offline através do AmiGO[12]
  - Apple Maps, um aplicativo de navegação online gratuito para iPhone e iPad usando iOS 6 ou posterior[13][14]
  - Petal Maps, um aplicativo de navegação online e offline gratuito para Android 7 ou posterior, HarmonyOS e iOS[15]
  - Windows Maps, um aplicativo de navegação online e offline gratuito para Windows[16]
- OpenStreetMap . Aplicativos com capacidade offline que usam dados de contribuição voluntária:
  - Karta GPS, um aplicativo de navegação online e offline gratuito para Android e iOS[17]
  - Locus Map, um aplicativo de navegação online e offline gratuito para Android[18]
  - Magic Earth, um aplicativo de navegação online e offline gratuito para Android, Fire OS e iOS[19]
  - MAPAS. EU, um aplicativo off-line gratuito e de código aberto para Android e iOS[20]
  - Mapy.cz, um aplicativo de navegação online e offline gratuito para Android, iOS e Windows[21]
  - OsmAnd, um aplicativo de navegação online e offline gratuito para Android, Fire OS e iOS[22]
  - Scout GPS Link para Android e iOS[23]
- Outro:
  - smartphones e tablets com iOS 5 ou anterior usando vários softwares comerciais[24]
  - Sygic GPS Navigation, um aplicativo de navegação passo a passo offline pago para Android e iOS (dados de mapa baseados em Here, TomTom, OpenStreetMap e Sygic Maps)[25]
  - Waze, um aplicativo gratuito que oferece navegação passo a passo no Android, iOS e Windows[26][27]